# بشقابی ارومیه‌ای
بشقابی ارومیه‌ای (نام علمی: Scutellaria theobromina) نام یک گونه از سرده بشقابی است.